# Coral Bracho
Coral Bracho (Pachuca, Hidalgo, 22 de mayo de 1951) es una escritora, poeta y traductora mexicana. 

## Biografía
Estudió Lengua y Literatura Hispánicas en la Universidad Nacional Autónoma de México (UNAM). Es candidata a doctor por la Universidad de Maryland, College Park. En 1971 obtuvo el Diplôme Supérieur d'Études Françaises Modernes de la Sorbonne.
Ha trabajado como Investigadora en el Centro de Estudios Literarios del Instituto de Investigaciones Filológicas de la UNAM, y como Investigadora y redactora en el proyecto del Diccionario del Español de México en El Colegio de México.
Ha impartido cursos de literatura en niveles de bachillerato, licenciatura y maestría en la Universidad de Maryland y en México, y ha coordinado talleres de poesía en distintas universidades, en centros de cultura de diversos estados de la república, y en distintos países. De 1996 a 1999 fue tutora en el Programa Jóvenes Creadores del FONCA.
Su primer libro de poesía, Peces de piel fugaz, fue publicado por la editorial La Máquina de Escribir en 1977; al año siguiente ingresó como becaria de poesía del INBA-FONAPAS. Ha sido Miembro del Sistema Nacional de Creadores de Arte del FONCA en seis ocasiones desde 1993 y becaria de la Fundación John Simon Guggenheim de Nueva York para Poesía de 2000 a 2001.
Ha recibido, entre otros, el Premio Nacional de Poesía Aguascalientes 1981, el Premio Xavier Villaurrutia 2003, el Premio Internacional de Poesía Jaime Sabines-Gatien Lapointe 2011, el Premio Internacional de Poesía Zacatecas 2011, el Premio de Poesía del Mundo Latino Víctor Sandoval 2016, el Premio Nacional de Letras de Sinaloa 2017 y el Premio Coatlicue 2018. Ha recibido, entre otros reconocimientos, homenajes en la Feria de Minería 2011, en el Festival Internacional de Poesía Zacatecas, dedicado a ella, en el Festival Internacional de Poesía en abril, Chicago, 2013, dedicado a ella y a Carlos Mestre de España, y en el Festival Cosmopoética en Córdoba, España, en 2017.
En 2012 fue invitada por L'Université de Toulouse-Le Mirail a inaugurar su programa de residencias literarias, y por Lannan Foundation a su residencia en Marfa, Texas. 
Ha publicado numerosos libros de poemas, así como los libros para niños: Jardín del mar (1993) y A dónde fue el ciempiés (con ilustraciones de El Fisgón 2007).
Su poesía se ha difundido en los discos compactos: Huellas de luz, Voz Viva de México, CD (UNAM, 2011) y Trazo del tiempo. Trait du Temps, 2 CD (F.C.E., 2012), y en diversas antologías personales publicadas dentro y fuera de México.
Varios de sus libros publicados en México se han publicado además en distintos países de Iberoamérica, y poemas suyos han sido recogidos en numerosas antologías de poesía mexicana, de poesía Iberoamericana y de poesía mundial, como: Birds, Beasts and Seas. Nature Poems from New Directions (120 poetas, desde la China antigua al siglo XXI) selección de Jeffrey Yang, New Directions, NY, 2011 y 2013; Poems for the Milleniium, The University of California Book of Modern and Postmodern Poetry, J. Rothenberg y Pierre Joris (comps.), U.C.P. (Berkeley, 1998). Conjunctions. New World Writing B. Morrow (comp.), Random House (N.Y., 1994).
Entre sus libros y antologías traducidos a otras lenguas se cuentan: Firefly Under the Tongue: Selected Poems of Coral Bracho, trad. Forrest Gander, publicado en la editorial New Directions, Nueva York, 2008; En la entraña del tiempo (antología bilingüe –la única español y chino– que cierra la serie de ocho poetas de distintas lenguas organizada por el poeta Bei-Dao, y que incluye, entre otros poetas, a Adonis, Siria; Tomas Tranströmer, Suecia; Yves Bonnefoy, Francia, y Shuntaro Tanikawa, Japón), The Chinese University Press, Hong Kong, 2015, y Yilin Press, Nankín, 2019; Quello spazio, quel giardino, trad. Chiara de Luca (Roma, 2015); Cuarto de hotel / Chambre d'Hôtel, trad. Modesta Suárez, et al. (Neuilly, Francia, 2015); Coral Bracho. Poems/Poemas, trad. Katherine Pierpoint y Tom Boll (Poetry Translation Centre, Londres, 2009); Rastros de luz /Huellas de luz, trad. Josely Vianna Baptista (São Paulo, 2003);Trait du Temps/ Trazo del tiempo, trad. Dominique Soucy (México y Quebec, 2001), y Watersilks, trad. Theo Dorgan, et al. (Dublín, 2000).
Ha colaborado en libros-objeto, carpetas y obras de arte con diversos artistas plásticos como Vicente Rojo, Irma Palacios, Roger von Gunten y Jenny Holzer.
Su poesía ha sido publicada en libros colectivos y en numerosas publicaciones periódicas de México y de otros países. Ha traducido entre diversos ensayos: Gilles Deleuze y Félix Guattari, "Rizoma. Una introducción", Revista de la Universidad de México, vol. XXXII, n. 2. 1977, y entre diversos libros: John K. Simon, La moderna crítica literaria francesa. De Proust y Valéry al estructuralismo (FCE, 1984). Ha armado y traducido antologías de los poetas: Charles Simic, Ted Hughes, Wallace Stevens, John Ashberry, D.H. Lawrence, William Carlos Williams, entre otros (inéditas).
Ha participado en numerosas mesas redondas, diálogos, conferencias, presentaciones y lecturas en México, en Japón, en China, en distintos países de Europa, y en casi toda Latinoamérica. 
En abril de 2008 fue invitada a la lectura inaugural del Pen International Festival en Nueva York con Salman Rushdie, Michael Ondaatje, Ian Mc Ewan, A.B. Yoshua, Annie Proulx, Peter Esterházy y Francine Prose, en Town Hall, N.Y., y en septiembre de ese mismo año fue invitada para participar como "Featured Poet" en el Main Stage Program del Geraldine R. Dodge Poetry Festival, con Robert Hass, Edward Hirsh, Charles Simic, Ted Kooser, Maxine Kumin, Billy Collins, C.D. Wright, Peter Cole y Chris Albani.
En febrero de 2020 participó como invitada especial, "Hispanic Keynote," en la 48th Louisville Conference on Literature & Culture, con la introducción y traducciones del poeta Forrest Gander (Premio Pulitzer de Poesía 2019), en la Universidad de Louisville. 
Ha participado como jurado en diversos concursos de poesía, nacionales e internacionales, como el Premio Xavier Villaurrutia, el Premio Poetas del Mundo Latino y las Becas del SNCA de Poesía, entre otros.

## Obra
- Peces de piel fugaz, La Máquina de Escribir, México, 1977; fue incluido en 1994 en el volumen Huellas de luz.
- El ser que va a morir, Joaquín Mortiz (Las Dos Orillas) / Instituto Nacional de Bellas Artes,  México, D. F., 1982.
- Bajo el destello líquido. Poesía 1978-1981, Fondo de Cultura Económica (Letras Mexicanas), México. D. F., 1988.
- Tierra de entraña ardiente, en colaboración con la pintora Irma Palacios; Galería López Quiroga, México, 1992.
- Jardín del mar, Consejo Nacional para la Cultura y las Artes / Centro de Información y Desarrollo de la Comunicación y la Literatura Infantiles, México, 1993.
- Huellas de luz, Ediciones Era / Consejo Nacional para la Cultura y las Artes, México, 1994 (en CD, con presentación de David Huerta, UNAM, 2010).
- La voluntad del ámbar, Ediciones Era, Ciudad de México, 1998
- Trazo del tiempo, Instituto de Seguridad y Servicios Sociales de los Trabajadores del Estado, México, 2000 (Trait du temps / Trazo del tiempo, edición bilingüe francés-español, traducción de Dominique Soucy, Universidad Nacional Autónoma de México / Editorial Aldus / Écrits des Forges, Quebec, 2001).
- Ese espacio, ese jardín, Ediciones Era, Ciudad de México, 2003, y Pre-Textos, Valencia, 2004.
- Esta palabra oculta abre su selva. Antología poética, Casa de Poesía, San José, Costa Rica, 2005
- Cuarto de hotel, Ediciones Era, Ciudad de México, 2007, y Pre-Textos, Valencia, 2008.
- ¿A dónde fue el ciempiés?, poesía para niños, con ilustraciones de Rafael Barajas, El Fisgón, Ediciones Era, 2007.
- Si ríe el emperador, Ediciones Era, Ciudad de México, 2010.
- Marfa, Texas, Ediciones Era / Universidad Nacional Autónoma de México, Ciudad de México, 2015.
- Zarpa el circo, en colaboración con el pintor Vicente Rojo; Ediciones Era / El Colegio Nacional, Ciudad de México, 2015.
- Todo en orden, plaquette, Ciudad de México, 2016.
- Debe ser un malentendido, Ediciones Era, Ciudad de México, 2018.
- Poesía reunida. 1977-2018, Ediciones Era, Ciudad de México, 2019.

## Premios y reconocimientos
- Premio Nacional de Poesía Aguascalientes 1981 por El ser que va a morir (Casa de la Cultura de Aguascalientes).[3]
- Beca Guggenheim (2000)[3]
- Premio Xavier Villaurrutia 2003, por Ese espacio, ese jardín.[3][4]
- Premio Internacional de Poesía Zacatecas 2011.
- Premio Internacional de Poesía Jaime Sabines-Gatien Lapointe 2011.
- Premio Poetas del Mundo Latino Víctor Sandoval 2016 por su trayectoria (Seminario de Cultura Mexicana).[5]
- Premio Nacional de Letras de Sinaloa 2017.
- Premio Coatlicue 2018.
- Premio FIL de Literatura en Lenguas Romances 2023.[6]
- Premio Internacional de Poesía Federico García Lorca 2024.[7]